# Амагон (Арканзас)
Амагон (англ. Amagon, Arkansas) — небольшой город, расположенный в округе Джэксон (штат Арканзас, США) с населением в 95 человек по статистическим данным переписи 2000 года.

## География
По данным Бюро переписи населения США город Амагон имеет общую площадь в 0,26 квадратных километров, водных ресурсов в черте населённого пункта не имеется.
Амагон расположен на высоте 68 метров над уровнем моря.

## Демография
По данным переписи населения 2000 года в Амагоне проживало 95 человек, 29 семей, насчитывалось 39 домашних хозяйств и 49 жилых домов. Средняя плотность населения составляла около 316,7 человек на один квадратный километр. Расовый состав Амагона по данным переписи распределился следующим образом: 93,68 % белых, 6,32 % — других народностей. Испаноговорящие составили 6,32 % от всех жителей города.
Из 39 домашних хозяйств в 28,2 % — воспитывали детей в возрасте до 18 лет, 61,5 % представляли собой совместно проживающие супружеские пары, в 15,4 % семей женщины проживали без мужей, 23,1 % не имели семей. 20,5 % от общего числа семей на момент переписи жили самостоятельно, при этом 15,4 % составили одинокие пожилые люди в возрасте 65 лет и старше. Средний размер домашнего хозяйства составил 2,44 человек, а средний размер семьи — 2,83 человек.
Население города по возрастному диапазону по данным переписи 2000 года распределилось следующим образом: 23,2 % — жители младше 18 лет, 5,3 % — между 18 и 24 годами, 21,1 % — от 25 до 44 лет, 31,6 % — от 45 до 64 лет и 18,9 % — в возрасте 65 лет и старше. Средний возраст жителей составил 46 лет. На каждые 100 женщин в Амагоне приходилось 72,7 мужчин, при этом на каждые сто женщин 18 лет и старше приходилось 87,2 мужчин также старше 18 лет.
Средний доход на одно домашнее хозяйство в городе составил 15 938 долларов США, а средний доход на одну семью — 18 750 долларов. При этом мужчины имели средний доход в 17 083 доллара США в год против 12 500 долларов среднегодового дохода у женщин. Доход на душу населения в городе составил 10 294 доллара в год. Все семьи Амагона имели доход, превышающий уровень бедности, 20,5 % от всей численности населения находилось на момент переписи населения за чертой бедности, при этом 28,6 % из них были моложе 18 лет и 33,3 % — в возрасте 64 лет и старше.